# 早川和夫
早川 和夫（はやかわ かずお、1960年5月17日 - ）は、栃木県下都賀郡壬生町出身の元プロ野球選手（外野手）・コーチ、解説者。

## 来歴・人物
栃木商業では3年次の1978年に夏の甲子園県予選で準々決勝に進むが、真岡高に敗退。
高校卒業後は1979年に国士舘大学へ進学し、東都大学リーグでは1年次の同年秋季で初優勝を経験するが、自身の活躍の場は無かった。その後は二部との降昇格を繰り返すが、4年次の1982年春季には二部でMVPと首位打者を獲得。一部（4季）通算29試合に出場、90打数17安打、打率.189、0本塁打、5打点。
大学卒業後は1983年に三菱重工横浜へ入社し、1984年の都市対抗に日本鋼管の補強選手として出場。前川善裕らと共に打線の主軸となり、神戸製鋼との1回戦で本塁打を放つなど活躍。山岡政志（日本石油から補強）と古川利行の好投もあって決勝に進むが、日産自動車との乱打戦の末に9-10で敗退。準優勝にとどまるが、この試合でも4安打を記録し、打率.647で大会首位打者を獲得。
1984年のドラフト3位で日本ハムファイターズに入団。即戦力の外野手と期待され、1年目の1985年は6月22日の阪急戦（後楽園）6回裏に白井一幸の代打で初出場を果たし、今井雄太郎から初打席初安打を記録。7月4日の南海戦（大阪）では7番・左翼手として初先発し、同14日の阪急戦（西宮）2回表に山沖之彦から初打点を記録。3年目の1987年には5月31日の南海戦（大阪）では開幕以来初の先発で5打数5安打し、これをきっかけに右翼手の定位置を得ると、6月5日の西武戦（後楽園）1回裏には東尾修から初本塁打を放つ。同年は57試合に先発出場して打率.278の好成績を記録し、1988年も開幕からレギュラーとして起用されるが、打撃面で振るわず五十嵐信一にポジションを奪われた。1990年に投手の田中幸雄と共に藤王康晴、小松崎善久との2対2の交換トレードで中日ドラゴンズに移籍。1年目には3試合に2番打者として起用されるが、その後は代打が主となり、1993年限りで現役を引退。
引退後は中京テレビ野球解説者（1994年 - ）の傍らトレーニングを学び、中日でトレーニング担当（1996年）→二軍フィジカルコーチ（1997年 - 1999年）→一軍フィジカルコーチ（2000年）、二軍トレーニングコーチ（2003年）→外野守備・トレーニングコーチ（2004年 - 2005年）→守備兼トレーニングコーチ（2006年）→外野守備・走塁コーチ（2007年）、二軍育成コーチ（2008年, 2012年 - 2013年）、野手コーチ（2009年 - 2011年, 2014年 - 2015年, 2017年 - 2018年）、二軍守備コーチ（2016年）を務めた。
中日コーチ時代の2010年には6月4日から一軍野手コーチに昇格し、一塁ベースコーチも二軍内野守備・走塁コーチに転じた風岡尚幸一軍内野守備走塁コーチに代わって返り咲いた。2011年途中からは三塁ベースコーチに配置転換された辻発彦一軍総合コーチに代わって、ベンチ専従となり落合博満監督の横でサイン伝達を担った。
2013年10月4日に球団から2014年シーズンの契約を結ばない事が発表されたものの、同22日に2014年は一軍野手コーチに転じることが発表された。
2016年は谷繁元信監督の休養後に一軍守備コーチに転じ、攻撃時は一塁ベースコーチも担当。
中日でコーチを務めた後、2019年から京都廣学館高等学校硬式野球部に週2回で指導を行っている。
また、名古屋市に整体院、みろく(369)整体を開業。整体師として活動している。

## 詳細情報

### 年度別打撃成績
| 年 度    | 球 団    | 試 合 | 打 席 | 打 数 | 得 点 | 安 打 | 二 塁 打 | 三 塁 打 | 本 塁 打 | 塁 打 | 打 点 | 盗 塁 | 盗 塁 死 | 犠 打 | 犠 飛 | 四 球 | 敬 遠 | 死 球 | 三 振 | 併 殺 打 | 打 率 | 出 塁 率 | 長 打 率 | O P S |
| -------- | -------- | ----- | ----- | ----- | ----- | ----- | -------- | -------- | -------- | ----- | ----- | ----- | -------- | ----- | ----- | ----- | ----- | ----- | ----- | -------- | ----- | -------- | -------- | ----- |
| 1985     | 日本ハム | 24    | 33    | 30    | 2     | 5     | 0        | 0        | 0        | 5     | 1     | 0     | 0        | 1     | 0     | 2     | 0     | 0     | 8     | 0        | .167  | .219     | .167     | .385  |
| 1986     | 日本ハム | 15    | 13    | 11    | 0     | 0     | 0        | 0        | 0        | 0     | 0     | 1     | 0        | 2     | 0     | 0     | 0     | 0     | 2     | 1        | .000  | .000     | .000     | .000  |
| 1987     | 日本ハム | 64    | 191   | 169   | 13    | 47    | 8        | 3        | 2        | 67    | 16    | 1     | 3        | 5     | 1     | 15    | 2     | 1     | 27    | 1        | .278  | .339     | .396     | .735  |
| 1988     | 日本ハム | 44    | 134   | 110   | 16    | 25    | 2        | 1        | 2        | 35    | 13    | 2     | 2        | 7     | 0     | 12    | 0     | 5     | 28    | 0        | .227  | .331     | .318     | .649  |
| 1989     | 日本ハム | 10    | 8     | 6     | 0     | 1     | 0        | 0        | 0        | 1     | 1     | 0     | 0        | 0     | 0     | 2     | 1     | 0     | 0     | 2        | .167  | .375     | .167     | .542  |
| 1990     | 中日     | 4     | 13    | 13    | 1     | 5     | 1        | 0        | 0        | 6     | 0     | 0     | 0        | 0     | 0     | 0     | 0     | 0     | 1     | 0        | .385  | .385     | .462     | .846  |
| 1991     | 中日     | 33    | 31    | 22    | 5     | 5     | 1        | 0        | 0        | 6     | 0     | 0     | 0        | 0     | 0     | 9     | 0     | 0     | 8     | 0        | .227  | .452     | .273     | .724  |
| 1993     | 中日     | 13    | 12    | 12    | 1     | 3     | 0        | 0        | 0        | 3     | 2     | 0     | 0        | 0     | 0     | 0     | 0     | 0     | 6     | 0        | .250  | .250     | .250     | .500  |
| NPB：8年 | NPB：8年 | 207   | 435   | 373   | 38    | 91    | 12       | 4        | 4        | 123   | 33    | 4     | 5        | 15    | 1     | 40    | 3     | 6     | 80    | 4        | .244  | .326     | .330     | .656  |

### 記録
- 初出場：1985年6月22日、対阪急ブレーブス12回戦（後楽園球場）、6回裏に白井一幸の代打として出場
- 初打席・初安打：同上、6回裏に今井雄太郎から
- 初先発出場：1985年7月4日、対南海ホークス11回戦（大阪球場）、7番・左翼手として先発出場
- 初打点：1985年7月14日、対阪急ブレーブス16回戦（阪急西宮球場）、2回表に山沖之彦から
- 初本塁打：1987年6月5日、対西武ライオンズ10回戦（後楽園球場）、1回裏に東尾修から

### 背番号
- 10 （1985年 - 1989年）
- 59 （1990年 - 1993年）
- 91 （1997年 - 2000年、2003年）
- 84 （2004年 - 2018年）